# Giuseppe Siboni
Giuseppe Siboni, per esteso Giuseppe Antonio Vincenzo Siboni (Forlì, 27 gennaio 1780 – Copenaghen, 28 marzo 1839), è stato un tenore e direttore di coro italiano.

## Carriera
Nato a Forlì, Siboni studiò canto nella sua città natale col castrato Sebastiano Folicaldi. Fece il suo debutto come cantante d'opera professionista nel 1797 all'età di 17 anni a Firenze. Negli anni successivi cantò con varie compagnie d'opera italiane, facendo tra l'altro apparizioni a Genova, Milano e Praga.  A Praga si sposò Fece il suo debutto alla Scala il 26 dicembre 1805, come Abenamet nella prima assoluta di Zoraide e Abenadet di Giuseppe Nicolini, tornandovi l'anno dopo per cantare il ruolo di Marco Orazio ne Gli Orazi e i Curiazi di Domenico Cimarosa.
Tra 1806 e il 1809, Siboni cantò per tre stagioni al King's Theatre a Londra. Il suo primo successo importante fu come Ruggero ne Il Principe di Taranto di Ferdinando Paër, il 23 dicembre 1806. Paër scrisse numerose parti tenorili delle sue opere appositamente per lui La stagione 1809-1810 lo vede ancora una volta alla Scala dove ottenne un trionfo nella parte di protagonista nella prima assoluta del Raoul di Crequi di Simon Mayr, il 26 dicembre 1809. Dal 1810 al 1814 fu attivo a Vienna, dove cantò alle prime di Wellington's Sieg  e del trio Tremate empi, tremate op. 116 di Ludwig van Beethoven, il 27 febbraio 1814. Molto ammirato all'Opera di Vienna come Licinio ne La Vestale di Gaspare Spontini e in diverse opere di Paër. Nel 1813 si esibì come artista ospite a Praga.
Siboni tornò in Italia alla fine del 1814, e il 17 gennaio 1815 interpretò il ruolo di Timagene nella prima al Teatro Argentina di Roma de Il trionfo di Alessandro Magno il Macedone di Gaetano Andreozzi. Più tardi quel mese, si presentò al Teatro di San Carlo a Napoli come Polinesso nella Ginevra di Scozia di Simon Mayr. Negli anni 1815-1816 e 1818 a Napoli lo si ascoltò in numerosi ruoli, tra cui Seleuco ne La vendetta di Nino di Sebastiano Nasolini e di nuovo come Timagene nell'opera di Andreozzi. Tra 1815 e il 1817 si esibì frequentemente al Teatro Comunale di Bologna, dove diede vita al ruolo di Classamoro nella prima mondiale del Clato di Pietro Generali (26 dicembre 1816) e recitò il ruolo di Argirio nella prima rappresentazione bolognese del Tancredi di Gioachino Rossini il 29 gennaio 1817.
Nel 1818 Siboni fece alcune apparizioni al Teatro Mariinsky di San Pietroburgo. Si unì al gruppo dei cantanti presso il Teatro Reale Danese di Copenaghen nel 1819. Cristiano VIII di Danimarca lo aveva sentito cantare nel 1815 e aveva cercato di reclutarlo per quel teatro fin da allora. Il re successivamente onorò Siboni con il titolo Kongelig Kammersänger (Cantante di camera del re). Siboni alla fine venne nominato direttore del Teatro Reale Danese fino alla sua morte nel 1839, nel periodo in cui la direzione dell'orchestra era affidata al violinista, danzatore e compositore Claus Schall. Nel 1825 fondò a Copenaghen il primo conservatorio della Danimarca, antenato diretto di quello attuale. Nel 1826 terminò la sua carriera di cantante, dedicandosi esclusivamente all'insegnamento..
Alcuni dei suoi allievi sono stati degni di nota: Emilie da Fonseca, Ida Henriette da Fonseca, Johanne Luise Heiberg e Peter Nicolaj Schram. Inoltre fu lui ad adoperarsi perché il giovane Hans Christian Andersen, già respinto perché giudicato troppo magro, venisse ammesso agli studi di canto (studi che però dovette abbandonare dopo poco tempo a causa del cambiamento della voce)

## Vita privata

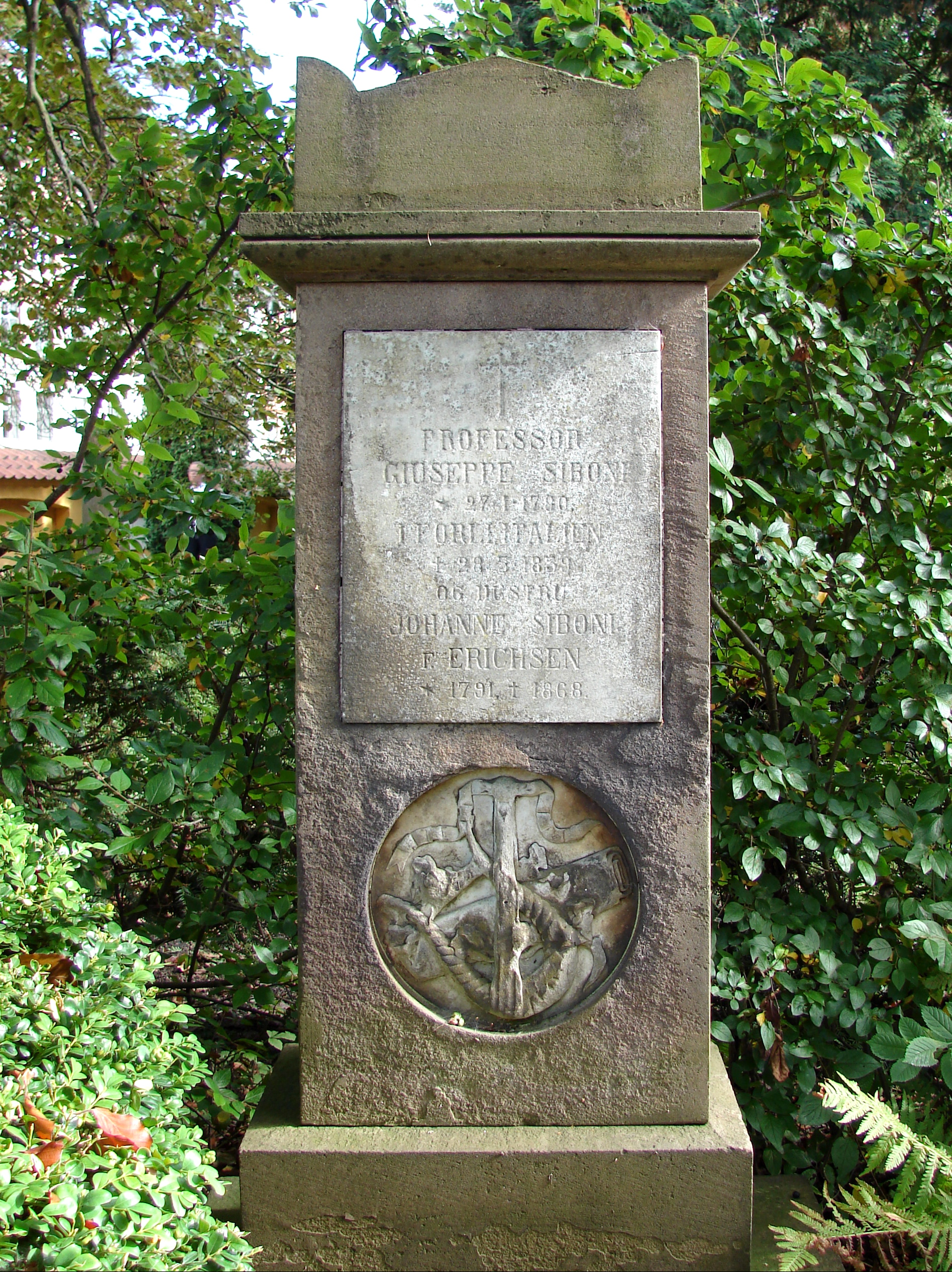
Tomba di Giuseppe Siboni nel cimitero di Assistens a Copenaghen

Si sposò una prima volta a Praga con Louise Veith, figlia di un banchiere locale. Da questo matrimonio nacque nel 1806 la figlia Josepha, detta Peppina.
La moglie morì nel 1808, e nel 1811 Siboni convolò a seconde nozze con Ludovika von Schober, sorella del poeta Franz von Schober, amico di Schubert. Anche in questo caso il matrimonio fu di breve durata: Ludovika infatti morirà l'anno dopo in un incidente. In terze nozze sposò Joanna, che gli diede il figlio Erik, compositore e pianista  (1828-1892).
È sepolto nel cimitero di Assistens a Copenaghen, nel quartiere di Nørrebro.